# Turraea fischeri
Espèce
Synonymes
- Turraea fischeri subsp. fischeri[1]

Turraea fischeri est une espèce de plantes de la famille des Meliaceae.

## Liste des sous-espèces
Selon Catalogue of Life (12 avril 2019) :
- sous-espèce Turraea fischeri subsp. eylesii (E. G. Bak.) Styles & White
- sous-espèce Turraea fischeri subsp. fischeri

Selon Tropicos (12 avril 2019) :
- sous-espèce Turraea fischeri subsp. fischeri

## Publication originale
- Botanische Jahrbücher für Systematik, Pflanzengeschichte und Pflanzengeographie 14: 308. 1891.